# Dannhausen
Dannhausen is een dorpje in de Duitse gemeente Bad Gandersheim, deelstaat Nedersaksen, en telt ongeveer 270 inwoners.
Het plaatsje ligt ongeveer 6 km ten oosten van Bad Gandersheim aan de Bundesstraße 64. De oudst bekende vermelding van Dannhausen dateert van het jaar 1007.
De kleine St.-Maartenskerk in het dorp dateert uit de 11e eeuw.
Zie verder onder: Bad Gandersheim.